# Équipe d'Argentine de football à la Coupe du monde 2002
Cet article relate le parcours de l'Argentine lors de la Coupe du monde de football 2002 organisée en Corée du Sud et au Japon du 31 mai au 30 juin 2002.
L'Albiceleste s'est qualifiée pour cette coupe du monde en terminant largement en tête du groupe éliminatoire de l'Amérique du Sud.
Annoncée parmi les favorites de cette Coupe du monde avec notamment le champion sortant, la France, la sélection argentine est éliminée dès le premier tour en se classant troisième de son groupe après une victoire contre le Nigeria, une défaite contre l'Angleterre et un match nul contre la Suède.

## Qualifications

### Zone Amérique du Sud
Les qualifications pour la coupe du monde de 2002 débutent en mars 2000. Pour son premier match, l'Argentine s'impose au Chili et prend donc la tête de son groupe avec trois autres équipes. Vainqueur de l'ensemble de ses matchs à domicile à l'exception du match nul contre le Pérou, l'Argentine ne perd qu'une rencontre à l'extérieur, au Brésil. L'Argentine termine en tête de sa zone de qualification avec 43 points en 18 matchs.
| Rang | Équipe    | Pts | J  | G  | N | P  | Bp | Bc | Diff |  | Résultats (▼ dom., ► ext.) |     |     |     |     |     |     |     |     |     |     |
| ---- | --------- | --- | -- | -- | - | -- | -- | -- | ---- |  | -------------------------- | --- | --- | --- | --- | --- | --- | --- | --- | --- | --- |
| 1    | Argentine | 43  | 18 | 13 | 4 | 1  | 42 | 15 | +27  |  | Argentine                  |     | 2-0 | 2-1 | 1-1 | 2-1 | 3-0 | 1-0 | 2-0 | 5-0 | 4-1 |
| 2    | Équateur  | 31  | 18 | 9  | 4 | 5  | 23 | 20 | +3   |  | Équateur                   | 0-2 |     | 1-0 | 2-1 | 1-1 | 0-0 | 2-0 | 2-1 | 2-0 | 1-0 |
| 3    | Brésil    | 30  | 18 | 9  | 3 | 6  | 31 | 17 | +14  |  | Brésil                     | 3-1 | 3-2 |     | 2-0 | 1-1 | 1-0 | 5-0 | 1-1 | 3-0 | 2-0 |
| 4    | Paraguay  | 30  | 18 | 9  | 3 | 6  | 29 | 23 | +6   |  | Paraguay                   | 2-2 | 3-1 | 2-1 |     | 1-0 | 0-4 | 5-1 | 5-1 | 3-0 | 1-0 |
| 5    | Uruguay   | 27  | 18 | 7  | 6 | 5  | 19 | 13 | +6   |  | Uruguay                    | 1-1 | 4-0 | 1-0 | 0-1 |     | 1-1 | 1-0 | 0-0 | 3-1 | 2-1 |
| 6    | Colombie  | 27  | 18 | 7  | 6 | 5  | 20 | 15 | +5   |  | Colombie                   | 1-3 | 0-0 | 0-0 | 0-2 | 1-0 |     | 2-0 | 0-1 | 3-0 | 3-1 |
| 7    | Bolivie   | 18  | 18 | 4  | 6 | 8  | 21 | 33 | -12  |  | Bolivie                    | 3-3 | 1-5 | 3-1 | 0-0 | 0-0 | 1-1 |     | 1-0 | 5-0 | 1-0 |
| 8    | Pérou     | 16  | 18 | 4  | 4 | 10 | 14 | 25 | -11  |  | Pérou                      | 1-2 | 1-2 | 0-1 | 2-0 | 0-2 | 0-1 | 1-1 |     | 1-0 | 3-1 |
| 9    | Venezuela | 16  | 18 | 5  | 1 | 12 | 18 | 44 | -26  |  | Venezuela                  | 0-4 | 1-2 | 0-6 | 3-1 | 2-0 | 2-2 | 4-2 | 3-0 |     | 0-2 |
| 10   | Chili     | 12  | 18 | 3  | 3 | 12 | 15 | 27 | -12  |  | Chili                      | 0-2 | 0-0 | 3-0 | 3-1 | 0-1 | 0-1 | 2-2 | 1-1 | 0-2 |     |

## Joueurs Sélectionnés pour la Coupe du monde
| Numéro / Nom       | Numéro / Nom         | Équipe                  | Sél. (but)      | Date de naissance | J.              |                 |                 |                 |                 |
| Gardiens de but    | Gardiens de but      | Gardiens de but         | Gardiens de but | Gardiens de but   | Gardiens de but | Gardiens de but | Gardiens de but | Gardiens de but | Gardiens de but |
| ------------------ | -------------------- | ----------------------- | --------------- | ----------------- | --------------- | --------------- | --------------- | --------------- | --------------- |
| 1                  | Germán Burgos        | Club Atlético de Madrid | - (0)           | 16 avril 1969     | 0               | 0               | 0               | 0               | 0               |
| 12                 | Pablo Cavallero      | Celta de Vigo           | - (0)           | 13 avril 1974     | 3               | 0               | 0               | 0               | 0               |
| 23                 | Roberto Bonano       | FC Barcelone            | - (0)           | 24 janvier 1970   | 0               | 0               | 0               | 0               | 0               |
| Défenseurs         |                      |                         |                 |                   |                 |                 |                 |                 |                 |
| 2                  | Roberto Ayala        | Valence CF              | - (-)           | 14 avril 1973     | 0               | 0               | 0               | 0               | 0               |
| 3                  | Juan Pablo Sorín     | Lazio                   | - (-)           | 5 mai 1976        | 3               | 0               | 0               | 0               | 0               |
| 4                  | Mauricio Pochettino  | Paris Saint-Germain     | - (-)           | 2 mars 1972       | 3               | 0               | 0               | 0               | 0               |
| 6                  | Walter Samuel        | AS Rome                 | - (-)           | 23 mars 1978      | 3               | 0               | 1               | 0               | 0               |
| 13                 | Diego Placente       | Bayer Leverkusen        | - (-)           | 24 avril 1977     | 2               | 0               | 0               | 0               | 0               |
| 20                 | José Chamot          | Milan AC                | - (-)           | 17 mai 1969       | 1               | 0               | 1               | 0               | 0               |
| Milieux de terrain |                      |                         |                 |                   |                 |                 |                 |                 |                 |
| 5                  | Matías Almeyda       | FC Parme                | - (-)           | 21 décembre 1973  | 1               | 0               | 1               | 0               | 0               |
| 8                  | Javier Zanetti       | Inter Milan             | - (-)           | 10 août 1973      | 3               | 0               | 0               | 0               | 0               |
| 10                 | Ariel Ortega         | River Plate             | - (-)           | 4 mars 1974       | 3               | 0               | 0               | 0               | 0               |
| 11                 | Juan Sebastián Verón | Manchester United       | - (-)           | 9 mars 1975       | 3               | 0               | 0               | 0               | 0               |
| 14                 | Diego Simeone        | Lazio                   | - (-)           | 28 avril 1970     | 2               | 0               | 1               | 0               | 0               |
| 15                 | Claudio Husaín       | SSC Naples              | - (-)           | 20 novembre 1974  | 0               | 0               | 0               | 0               | 0               |
| 16                 | Pablo Aimar          | Valence CF              | - (-)           | 3 novembre 1979   | 3               | 0               | 0               | 0               | 0               |
| 17                 | Gustavo López        | Celta de Vigo           | - (-)           | 13 avril 1973     | 0               | 0               | 0               | 0               | 0               |
| 18                 | Kily González        | Valence CF              | - (-)           | 4 août 1974       | 3               | 0               | 1               | 0               | 0               |
| 20                 | Marcelo Gallardo     | AS Monaco               | - (-)           | 18 janvier 1976   | 0               | 0               | 0               | 0               | 0               |
| Attaquants         |                      |                         |                 |                   |                 |                 |                 |                 |                 |
| 7                  | Claudio López        | Lazio                   | - (-)           | 17 juillet 1974   | 3               | 0               | 0               | 0               | 0               |
| 9                  | Gabriel Batistuta    | AS Rome                 | - (-)           | 1er février 1969  | 3               | 1               | 1               | 0               | 0               |
| 19                 | Hernán Crespo        | Lazio                   | - (-)           | 5 juillet 1975    | 3               | 1               | 0               | 0               | 0               |
| 21                 | Claudio Caniggia     | Glasgow Rangers         | - (-)           | 9 janvier 1967    | 0               | 0               | 0               | 0               | 1               |
| Sélectionneur      |                      |                         |                 |                   |                 |                 |                 |                 |                 |
|                    | Marcelo Bielsa       |                         |                 | 21 juillet 1955   |                 |                 |                 |                 |                 |

 = capitaine --  Gardien de butDéfenseurMilieu de terrainAttaquantSélectionneur

## Coupe du monde

### Premier tour - groupe F
Faisant partie du « groupe de la mort »,, l'Argentine, installée dans le J-Village (préfecture de Fukushima), est une des favorites de la compétition,. Après une victoire initiale contre le Nigeria grâce à un but de Gabriel Batistuta, l'Argentine est ensuite battue par sa rivale l'Angleterre. Son match nul contre la Suède entraîne son élimination dès le premier tour.
| Rang | Équipe     | Pts | J | G | N | P | Bp | Bc | Diff |
| ---- | ---------- | --- | - | - | - | - | -- | -- | ---- |
| 1    | Suède      | 5   | 3 | 1 | 2 | 0 | 4  | 3  | +1   |
| 2    | Angleterre | 5   | 3 | 1 | 2 | 0 | 2  | 1  | +1   |
| 3    | Argentine  | 4   | 3 | 1 | 1 | 1 | 2  | 2  | 0    |
| 4    | Nigeria    | 1   | 3 | 0 | 1 | 2 | 1  | 3  | -2   |

#### Argentine - Nigeria
| 2 juin 2002                             | Argentine     | 1 - 0   | Nigeria | Stade de Kashima, Kashima                         |                                                   |
| 14:30 UTC+9 · Historique des rencontres | Batistuta 63e | (0 – 0) |         | Spectateurs : 34 050 Arbitrage : Gilles Veissière | Spectateurs : 34 050 Arbitrage : Gilles Veissière |
| 14:30 UTC+9 · Historique des rencontres | (Rapport)     |         |         | Spectateurs : 34 050 Arbitrage : Gilles Veissière | Spectateurs : 34 050 Arbitrage : Gilles Veissière |

#### Argentine - Angleterre
| 7 juin 2002                             | Argentine | 0 - 1   | Angleterre        | Sapporo Dome, Sapporo                              |                                                    |
| 20:30 UTC+9 · Historique des rencontres |           | (0 – 1) | Beckham 44e (pen) | Spectateurs : 35 927 Arbitrage : Pierluigi Collina | Spectateurs : 35 927 Arbitrage : Pierluigi Collina |
| 20:30 UTC+9 · Historique des rencontres | (Rapport) |         |                   | Spectateurs : 35 927 Arbitrage : Pierluigi Collina | Spectateurs : 35 927 Arbitrage : Pierluigi Collina |

#### Suède - Argentine
| 12 juin 2002                            | Suède        | 1 – 1   | Argentine  | Stade de Miyagi, Préfecture de Miyagi        |                                              |
| 15:30 UTC+9 · Historique des rencontres | Svensson 59e | (0 – 0) | Crespo 88e | Spectateurs : 45 777 Arbitrage : Ali Bujsaim | Spectateurs : 45 777 Arbitrage : Ali Bujsaim |
| 15:30 UTC+9 · Historique des rencontres | (Rapport)    |         |            | Spectateurs : 45 777 Arbitrage : Ali Bujsaim | Spectateurs : 45 777 Arbitrage : Ali Bujsaim |